# Die Ehre zu fliegen
Die Ehre zu fliegen (Alternativtitel Tuskegee Airmen, Originaltitel The Tuskegee Airmen) ist ein US-amerikanisches Kriegsdrama aus dem Jahr 1995. Es thematisiert die afroamerikanischen Angehörigen der United States Army Air Forces im Zweiten Weltkrieg, die als Tuskegee Airmen bekannt wurden. Regie führte Robert Markowitz, das Drehbuch schrieben Paris Qualles, Trey Ellis und Ron Hutchinson, die Story stammt von T. S. Cook.

## Handlung
Hannibal Lee träumt als Kind von der Karriere eines Piloten. Erst während des Zweiten Weltkriegs im Jahr 1941 wird das bis dahin für Afroamerikaner bestehende Verbot der Dienstausübung als Pilot aufgehoben. Lee und einige andere Afroamerikaner reisen nach Tuskegee (Alabama). Bereits während der Zugfahrt werden die Männer mit dem im Süden vorhandenen Rassismus konfrontiert. So müssen sie ihren Platz im Zug räumen, da in Alabama noch die Rassentrennung existiert. Ihre Plätze nehmen deutsche Kriegsgefangene ein. In Tuskegee werden sie von dem Afroamerikaner Lt. Glenn ausgebildet werden. Dieser hat als Freiwilliger in der kanadischen Luftwaffe bereits Kampferfahrung gesammelt. Bereits beim ersten Übungsflug kommt es zu einem Unfall. Der Pilotenanwärter verliert die Kontrolle über sein Flugzeug und stürzt ab. Walter Peoples, ein Flugzeugingenieur, verstößt bei einem Übungsflug gegen die Dienstvorschriften. Um eine unehrenhafte Entlassung zu vermeiden, begeht er mit einem Flugzeug Selbstmord.
Eleanor Roosevelt inspiziert die Einheit und bewirkt eine sofortige Verlegung an die Front, nachdem sie mit Hannibal Lee geflogen ist. Die Piloten werden in den Kämpfen in Nordafrika eingesetzt. Während die restlichen Staffeln nach Europa verlegt werden, verbleibt die Staffel in Afrika und wird dort primär für Bodenangriffe eingesetzt. Das Flugzeug von Leroy Cappy wird bei einem dieser Einsätze abgeschossen, als er sich von seinen Kameraden trennt und alleine eine deutsche Patrouille angreift.
In der Zwischenzeit versuchen rassistische Senatoren, das Flugprogramm einzustellen und die Staffel aufzulösen. Dafür benutzen sie ein Gutachten, in dem Afroamerikaner, auf Grund genetischer Mängel, als ungeeignet für den Pilotendienst bezeichnet werden. Als Beweis werden die fehlenden Luftsiege sowie die Todesfälle in der Ausbildung und in Afrika aufgeführt. Nur durch eine Rede des Staffelführers wird die Staffel gerettet und nach Europa verlegt.
Lee und Billy Roberts greifen einen deutschen Zerstörer an und versenken ihn. Die Staffel übernimmt nun Eskortaufträge für Bomberstaffeln. Diese erleiden auf Grund der deutschen Gegenwehr schwere Verluste. Lee und Roberts gelingt es, einen isolierten Bomber zu retten. Allerdings wird dabei Roberts abgeschossen. Lee wird zum Captain befördert und mit dem Distinguished Flying Cross ausgezeichnet, das man auch Roberts post mortem verlieh. Für den ersten Angriff auf Berlin fordern die Bomberpiloten eine Eskorte durch die Tuskegee Airmen. Mit dem darauffolgenden, erfolgreichen Angriff auf Berlin, der allen unwiderruflich belegt, dass Afroamerikaner auch erfolgreich fliegen und kämpfen können, endet der Film.
Im Abspann wird die Bilanz der Kämpfe der Einheit verkündet. 66 der 450 eingesetzten Piloten starben, es wurden über 850 Auszeichnungen verliehen. Laut dem Film wurde keiner der eskortierten Bomber durch feindliche Jagdflugzeuge abgeschossen. Dieser Mythos wurde bereits vor Kriegsende in der amerikanischen Presse kolportiert, ist aber klar widerlegt. Die Verlustquote der von ihnen eskortierten Bomber war aber dennoch auffallend gering.

## Kritiken
Das Lexikon des internationalen Films schrieb, der Film sei am Anfang „eine Underdog-Geschichte“ und später „eher ein Durchhaltemelodram“. Er unterstreiche „den Patriotismus der Air Force“. Der „Kampf der Schwarzen um die Durchsetzung ihrer Bürgerrechte“ gebe „einen liberalen Rahmen“ ab.

## Auszeichnungen
Laurence Fishburne wurde im Jahr 1996 in der Kategorie Bester Hauptdarsteller – Mini-Serie oder TV-Film für den Golden Globe Award nominiert, außerdem wurde er 1996 für den Screen Actors Guild Award nominiert. Der Film gewann 1996 für das Casting, den Schnitt und den Tonschnitt den Emmy; darüber hinaus wurde er als Bester Fernsehfilm für die Musik, die Spezialeffekte, die Darstellungen von Laurence Fishburne und Andre Braugher, das Drehbuch und die Tonabmischung für den Emmy nominiert.
Laurence Fishburne und der Film als Bester Fernsehfilm gewannen im Jahr 1996 den Image Award; Andre Braugher und Cuba Gooding junior wurden für den gleichen Preis nominiert. Der Film erhielt 1996 den Peabody Award. Robert Markowitz wurde 1996 für den Directors Guild of America Award nominiert. David Beatty wurde 1996 für den Preis Eddie der American Cinema Editors nominiert.

## Hintergründe
Der Film wurde in Fort Chaffee (Arkansas), in Fort Smith (Arkansas), in Los Angeles, in Juliette (Georgia) und in Muskogee (Oklahoma) gedreht. Er wurde von Home Box Office produziert. Am 1. Oktober 2004 wurde er auf dem Prager Aviation Film Festival gezeigt.
Die Tuskegee Airmen waren die ersten schwarzen Militärflieger im U.S. Army Air Corps (AAC).